# Graton éditeur
Graton éditeur est une maison d'édition de bande dessinée fondée en 1981 par Jean Graton, notamment auteur des aventures de Michel Vaillant, afin d'éditer ses bandes dessinées. En janvier 2010, la structure se rapproche du Groupe Dupuis, qui l'absorbe en 2020.

## Historique
Jean Graton décide de quitter les éditions Le Lombard en 1979. Il publie alors un titre chez Fleurus, puis le tome suivant chez Novedi, sans être satisfait de ses éditeurs. En 1981, afin de pouvoir contrôler pleinement la production de ses albums, il crée sa propre maison d'édition — Graton éditeur — avec son fils Philippe, qui en devient administrateur-délégué. Éditant d'abord uniquement Michel Vaillant, la structure accueille petit à petit ses autres séries et tout en continuant à s'occuper de la gestion quotidienne de l'entreprise, Philippe Graton devient scénariste de la série principale à partir de 1994. Une collection de documentaires 50% textes - 50% BD, « Les Dossiers Michel Vaillant », voit également le jour en 1995. Le Studio Graton, quant à lui, est chargé de l’aspect graphique des différentes séries et en 2007, Graton éditeur publie également La Station indienne de Christian Papazoglakis, membre du studio, seul titre de bande dessinée non signé par Jean Graton que publiera la structure.
En 2010, après plusieurs années sans un album de Michel Vaillant, Graton éditeur signe un contrat de partenariat avec les éditions Dupuis dans l’objectif de redynamiser sa série-phare. Étant en perte financière depuis trois ans en raison de l’abandon des ventes du fonds, c’est dans ce cadre qu'est lancée la « Nouvelle Saison » des aventures du célèbre coureur automobile, réalisée avec une équipe de véritables auteurs officiant sans le Studio Graton : Denis Lapière (scénario), Marc Bourgne (story-boards et personnages) et Benjamin Benéteau (décors et voitures),.
Philippe Graton : « En 2010, j’ai confié aux éditions Dupuis la partie édition/commercialisation dans le cadre d’un contrat de partenariat de dix ans. Le but était de me dégager du temps pour la création (nouveaux scénarios) et puis, surtout, un « gros » éditeur a plus de poids pour mettre les albums en rayons, ce que notre petit label indépendant avait de plus en plus de mal à faire. »
En 2020, ce partenariat ne répondant pas aux attentes du clan Graton et afin de pérenniser définitivement la série grâce à un acteur majeur de l’édition francophone, ce dernier finit par vendre sa société à Dupuis et à lui céder tous les droits de la série, à l’exception du droit moral.

## Séries publiées
- Les Belles Histoires de l'oncle Paul ;
- Dossiers Michel Vaillant ;
- Julie Wood ;
- Les Labourdet ;
- Michel Vaillant ;
- Palmarès inédits.

### Documentation
- Jean et Philippe Graton (int. par Jean Pierre Fuéri), « Graton : Un team », BoDoï, no 50,‎ mars 2002, p. 64-65.